# Conning Towers-Nautilus Park
Conning Towers-Nautilus Park es un lugar designado por el censo ubicado en el condado de New London en el estado estadounidense de Connecticut. En el año 2000 tenía una población de 10,241 habitantes y una densidad poblacional de 706 personas por km².

## Geografía
Conning Towers-Nautilus Park se encuentra ubicado en las coordenadas 41°43′0″N 72°13′0″O / 41.71667, -72.21667.

## Demografía
Según la Oficina del Censo en 2000 los ingresos medios por hogar en la localidad eran de $40,033 y los ingresos medios por familia eran $38,043. Los hombres tenían unos ingresos medios de $29,297 frente a los $25,280 para las mujeres. La renta per cápita para la localidad era de $14,216. Alrededor del 4.7% de la población estaban por debajo del umbral de pobreza.